# Samurang Taekwondo
Samurang Taekwondo är en taekwondoklubb i Karlstad, bildad 1985 och är medlem i Svenska Taekwondoförbundet. Föreningen grundades av Peter Malmberg, då instruktör i Jiujitsu (Durewall systemet). Föreningens antog 2004 namnet Samurang Taekwondo. Under 2012 bytte föreningen återigen namn till Samurang Fight Center IF, i och med att föreningen breddat sin verksamhet med andra kampsporter såsom BJJ/SW/MMA, Muay Thai och senare även med Defendo. 
Föreningen har haft åtta svenska mästare i Taekwondo sedan starten 1985. 